# Шепърд Долман
Шепърд Долман (на английски: Sheperd Doeleman) е американски астрофизик.
Роден е на 26 януари 1967 година във Вилселе (днес част от Льовен), Белгия, в американско семейство, което малко по-късно се премества в Портланд. През 1986 година завършва Колежа „Рийд“, а през 1995 година защитава докторат по астрофизика в Масачузетския технологичен институт. Работи в Масачузетския технологичен институт, а след това в Харвардско-Смитсъновия център за астрофизика. Оглавява екипа, направил през 2019 година първото пряко заснемане на черна дупка.